# کران (فارسان)
کُران، روستایی از توابع شهرستان فارسان در استان چهارمحال و بختیاری ایران است.

## جمعیت
این روستا در دهستان میزدج سفلی قرار دارد و براساس سرشماری مرکز آمار ایران در سال ۱۳۹۵، جمعیت آن ۴۰۴۹ نفر (۱۱۹۳خانوار) بوده‌است.

## وجه تسمیه نام روستا
کران در لغت به معنی چمنزار سرسبز و محل پرورش اسب است که علت نامگذاری چمنزار بودن بخش وسیعی از ارضی روستا، به علت بالا بودن سطح آب و وجود چشمه‌های متعدد، در گذشته‌است.

## تولیدات کشاورزی
عمده سطح زیر کشت زمین‌های زراعی این روستا به زراعت چوب اختصاص دارد. در گذشته محصولات این روستا شامل برنج و عدس بوده، این روستا در سال‌های گذشته دارای دامپروری پررونقی بوده‌است. «کران»؛ طولانی‌ترین روستای کشور به خاطر توسعه در کنار جاده می‌باشد.
کران یکی از روستاهای چهارمحال و بختیاری در شهرستان فارسان است که خانه‌های روستایی در این روستا دریک خط ممتد ساخته شده‌است و موجب شده که روستا شکل و ساختار خاصی پیدا کند و در عین حال به عنوان طولانی‌ترین روستای کشور شناخته شود. خانه‌های مسکونی در این روستا در یک خط ممتد (بیش از هفت کیلومتر) ساخته شده‌است و موجب شده‌است این روستا شکل و مورفولوژی خاصی پیدا کند. اهالی روستای کران دارای لهجه و گویش بختیاری هستند و شغل مردم روستای کران بیشتر در بخش کشاورزی است. ساختار مسکونی روستا ساختار خطی است. روستای کران دارای مساحت ۱۱۳٫۶ هکتاری بوده و ساختار مسکونی روستا ساختاری خطی است. روستای خطی کران از شمال به اراضی شهر پردنجان و از جنوب به روستای ده چشمه و فارسان متصل می‌شود، روستای کران از شرق به روستای چلیچه و از غرب به شهر فارسان متصل شده‌است.